# Les Inrockuptibles
Les Inrockuptibles és una revista francesa de música, cinema i literatura de publicació setmanal. El nom és un joc de paraules de "Les Incorruptibles", el nom francès de la sèrie televisiva Els intocables, amb la paraula rock.

## Història
La revista va començar com una publicació mensual el 1986, fent-se setmanal el 1995. Als seus començaments, la revista s'enfocava principalment al rock, encara que tots els números tenien articles d'altres disciplines artístiques.
Els Inrockuptibles va ser un instrument popularitzador a França de l'indie rock, amb bandes com els Smiths i The House of Love. Actualment, la revista aborda altres temes com cinema, literatura, societat, etc.
A més de l'edició francesa, a l'Argentina s'edita una edició local en castellà, Les Inrockuptibles, que cobreix temes similars, però amb periodicitat mensual. Actualment hi ha també una edició en línia a Internet.